# Калинис, Константин Станиславович
Константин Станиславович Кали́нис (1907—1976) — советский актёр театра и кино. Заслуженный артист РСФСР (1958). Лауреат Сталинской премии второй степени (1947).

## Биография

Могила Калиниса на Богословском кладбище Санкт-Петербурга.

Константин Калинис родился 8 (21 ноября) 1907 года в Витебске (ныне Белоруссия). В 1928 году окончил техникум сценических искусств в Ленинграде. В 1929 году был принят в труппу ЛАТД имени А. С. Пушкина, актёром которого оставался до конца жизни. Умер 12 января 1976 года. Похоронен в Санкт-Петербурге на Богословском кладбище.

## Творчество

### Роли в театре
- 1938 — «Таланты и поклонники» А. Н. Островского — Вася
- 1938 — «Шёл солдат с фронта» по В. П. Катаеву — Семён Котко
- 1942 — «Горячее сердце» А. Н. Островского. Постановка В. П. Кожича — Вася Шустрый
- 1945 — «Памятные встречи» А. М. Утевского — Разумихин
- 1946 — «Победители» Б. Ф. Чирскова. Постановка В. П. Кожича — Минутка, шофёр Муравьёва
- 1948 — «Лес» А. Н. Островского. Постановка В. П. Кожича — Пётр Иванович Восмибратов
- 1956 — «Второе дыхание» А. А. Крона — Волчек, Максим Фёдорович
- 1960 — «Третья патетическая» Н. Ф. Погодина — Кузьмич

### Фильмография
- 1935 — Новая родина — инженер Пётр Рудницкий
- 1958 — В дни Октября — Н. И. Подвойский
- 1963 — Пока жив человек — эпизод
- 1965 — Иду на грозу — эпизод

## Награды и премии
- орден «Знак Почёта» (1940)[1]
- заслуженный артист РСФСР (1958)
- Сталинская премия второй степени (1947) — за исполнение роли Минутки в спектакле «Победители» Б. Ф. Чирскова